# ادیشن پیترز
ادیشن پیترز یک ناشر موسیقی کلاسیک است که در اصل در شهر لایپزیگ به سال ۱۸۰۰ تأسیس شده‌است.
گروه ادیشن پیترز در اوت ۲۰۱۰ تشکیل شد و شامل پیترز انگلستان، پیترز آلمان و پیترز ایالات متحدهٔ آمریکا می‌باشد.

## تاریخچه
این شرکت در یکم دسامبر ۱۸۰۰، زمانی که آهنگساز وینی فرانتس آنتون هافمیستر و آهنگساز محلّی آمبروسیوس کونل شرکت جدیدی با عنوان «دفتر موسیقی» تأسیس کردند. شرکت جدید شامل حکاکی و چاپ آثار و همچنین یک فروشگاه خرده فروشی برای فروش موسیقی چاپ شده و ابزار و آلات موسیقی می‌شد. اولین نشر این شرکت موسیقی‌های مجلسی هایدن و موتسارت به اضافهٔ چهارده جلد از آثار باخ برای ساز شستی دار بود. (باخ کسی بود که از سال ۱۷۲۳ تا ۱۷۵۰ در لایپزیگ کار و زندگی کرده‌است و در آن زمان تقریباً به فراموشی سپرده شده بود)
وقتی در سال ۱۸۰۵ هافمیستر راهی وین شد، تعدادی از کارهای آهنگساز وینی لودویگ فان بتهوون را که به تازگی پا به عرصهٔ آهنگسازی گذاشته بود توسط این شرکت صادر شده بود.(اپوس ۲۲-۱۹ و ۴۲-۳۹) کونل آثار جدید را با اضافه کردن آهنگسازان جدید (دانیل گوتلوب تورک، توماشک و لویی اشپور) آغاز کرد. بعدها همهٔ این آهنگسازان روابط گسترده‌ای را با شرکت شروع کردند. پس از مرگ کونل، شرکت به یک کتابفروش اهل لایپزیگ، کارل فریدریش پیترز فروخته شد. پیترز قبل از مرگش آثار جدیدی از آهنگسازان دیگر به خصوص وبر و هامل همراه با نام خود به کاتالوگ اضافه کرد.(درحال حاضر "دفتر موسیقی ک. ف. پیترز")
صاحب بعدی شرکت کارل کوتهلف زیگموند بومه بود کسی که به نشر تعداد زیادی از آثار باخ پرداخت. مدتی کوتاه پس از مرگ بومه مالکیت شرکت به یک مؤسسهٔ خیریه انتقال یافت و سپس در سال ۱۸۶۰ به جولیوس فریدلندر فروخته شد. فریدلندر با دکتر مکس آبراهام شریک شد کسی که نام ادیشن پیترز را بر روی شرکت گذاشت.
در زمان مکس آبراهام از دو طرح رنگ برای جلد آثار چاپ شده‌استفاده می‌شد، یکی سبز روشن برای کارهای آهنگسازان قبلی که محدودیت کپی رایت نداشتند و دیگری رنگ صورتی برای آثار اصلی جدید که توسط پیترز خریداری شده یا با مجوز از ناشران دیگر چاپ می‌شوند. در ۱۸۸۰، سالی که آبراهام مدیر عامل شد، پیترز صادر کردن آثار جدید آهنگسازان معاصر را آغاز کرده بود.
در ۱۹۰۰ آثار جدیدی از برامس، بروخ، گریگ، کوهلر، موشکوفسکی، رگر، سیندینگ و واگنر در فروشگاه قرار گرفتند. جانشین آبراهام برادرزاده اش هنری هینریخسن بود کسی که مالر، شوئنبرگ، هوگو ولف و اشتراوس را اضافه کرد. هینریخسن فرزندانی با نام‌های ماکس، والتر و هانس داشت که همگی در دههٔ ۱۹۳۰ وارد کار شدند. به دنبال ظهور رژیم نازی در آلمان، ماکس به لندن مهاجرت کرد جایی که «هینریخسن ادیشن» را تأسیس کرد.(نام ادیشن پیترز را در لندن در سال ۱۹۷۵ تغییر داد) و برادرش والتر به نیویورک مهاجرت کرد و «ک. ف. پیترز کورپ» را در سال ۱۹۴۸ بنیان گذاشت.
در سال ۱۹۴۰ رژیم نازی هنری و هانس را مجبور کرد که شرکت را با یوهانس پتشول شریک شوند. کسی که بعدها شرکت فرانکفورت را با شراکت برادران هینریخسن در سال ۱۹۵۰ ایجاد کرد. پس از بمباران آلمان توسط متفقین تأسیسات لایپزیگ دوباره در ۱۹۴۷ باز شد و در ۱۹۴۹ مالکیت آن به دولت آلمان شرقی منتقل شد و در آنجا اولین مدیر آن جورح هیلنر بود که در زمان او آثار بسیاری از جمله شوپن، ویوالدی، اسکریابین و شوستاکوویچ به مجموعه اضافه شد.
در سال ۲۰۱۰ پیترز ادیشن (لندن)، شرکت ک. ف. پیترز (نیویوک)، ک. ف. پیترز موزیکورلاگ (فرانکفورت/شعبه مرکزی) و تأسیسات لایپزیگ ادغام شدند تا گروه ادیشن پیترز را تشکیل دهند. در جوئیهٔ ۲۰۱۴ مرکز کار از فرانکفورت به لایپزیگ بازگردانده شد.